# 출장 (스포츠)
출장(出場)은 경기(競技)를 하러 나가서 선수로 활약하는 것을 의미한다. 영어로는 캡(cap)이라고 한다.
이 용어는 럭비 축구와 협회 축구의 국제 경기에서 모든 선수에게 모자(cap)를 수여하는 영국의 관행에서 비롯되었다. 축구 초창기에는 각 팀이 일치하는 셔츠를 입는 개념이 보편적으로 채택되지 않았기 때문에 각 팀은 특정 종류의 모자를 착용하여 서로를 구별했다.
1872년 스코틀랜드와 잉글랜드 간의 첫 번째 국제 축구 경기의 초기 삽화는 두건을 쓴 스코틀랜드 선수와 다양한 학교 모자를 쓴 영국인을 보여준다. 이 관행은 N. 레인 잭슨이 제안한 후 협회 축구를 위해 1886년 5월 10일에 처음 승인되었다.

## 같이 보기
- 출전